# بين محمود
بين محمود (بالإنجليزية: Ben Mahmoud) هو فنان ومصور ورسام أمريكي، ولد في 6 أكتوبر 1935، وتوفي في 2 يونيو 2009.

## وصلات خارجية
- الموقع الرسمي